# اتحاد الصحافيين والصحافيات في لبنان
قالب:طلب إنشاء مقالة/أنشأت[[Category:قالب:AfC date category|اتحاد الصحافيين والصحافيات في لبنان]]
قالب:AFC commentاتحاد الصحافيين والصحافيات في لبنان
قالب:Draft topics
قالب:AfC topic
اتحاد الصحافيين والصحافيات في لبنان (تجمع نقابة الصحافة البديلة سابقاً) هو اتحاد يضمّ عشرات الصحافيين والصحافيات في لبنان، وهو عضو مشارك في الاتحاد الدولي للصحافيين. الذي يضم النقابات العالمية .
بحسب نظامه الداخلي فإن "اتحاد الصحافيين والصحافيات في لبنان" هو إطار نقابي مستقل، مركزه بيروت، يضمّ العاملين والعاملات في الحقل الإعلامي من مختلف الفئات والتخصّصات، ويهدف إلى حماية حقوقهم المهنية والاجتماعية والدفاع عنها.

## تأسيس الاتحاد
تأسّس الاتحاد إثر انتفاضة 17 تشرين الأول 2019، تحت اسم "تجمع نقابة الصحافة البديلة" إلى جانب العديد من النقابات البديلة التي تأسست عقب الانتفاضة رفضاً للنقابات التي تؤثر فيها السلطة السياسية في البلد بدلاً من حماية المنتسبين والمنتسبات إليها، وقد بلغ عدد الموقعين على البيان الأول للتجمع حينها حوالي مئتي شخص .
منذ ذلك الحين تعتمد رؤية الاتحاد على أنّ التضامن والتكاتف النقابي الإعلامي، يؤمّن الحماية لجميع العاملين والعاملات في القطاع الإعلامي في لبنان.
يضمّ الاتحاد عاملين وعاملات في مجال الإعلام من مختلف الفئات والاختصاصات، من صحافيين ومصوّرين صحافيين وفنّيين صحافيين ومنسّقين ميدانيين صحافيين، مستقلّين أو متعاقدين مع مؤسّسات إعلامية، في الإعلام المكتوب والمرئي والمسوع والإلكتروني.
يشمل نطاق اختصاص الاتحاد أيضاً مهمّة الدفاع عن حقوق الصحافيين والصحافيات غير اللبنانيين المقيمين في لبنان.
يعتمد الاتحاد على الصحافيين والصحافيات اللبنانيين العاملين في الخارج، كصدى لصوت زملائهم المقيمين في لبنان وكقوة تأثير وضغط من الخارج لحماية الحريات الصحافية في لبنان.

## النقابات الإعلامية في لبنان
تتضمن النقابات الإعلامية الرئيسية في لبنان نقابة محرري الصحافة اللبنانية (للمحررين) ونقابة الصحافة اللبنانية (لمالكي الصحف) إضافة إلى نقابة المصورين في لبنان وتقابة المرئي والمسموع.
منذ تأسيسه، واجه "تجمع نقابة الصحافة البديلة" (اتحاد الصحافيين والصحافيات حالياً) اعتراضات من نقابة محرري الصحافة باعتبارها الممثل الرسمي للصحافيين حيث تقدمت بطلب أمام قاضي الأمور المستعجلة لـ "منع التجمع من الإدلاء بأي تصريح عبر أي وسيلة إعلامية في لبنان، ومن نشر أي أخبار أو بيانات أو مقالات من أي نوع"، كما دعت نقابة المحرّرين إلى فرض غرامة قيمتها مئة مليون ليرة لبنانية عن كل مخالفة لهذا القرار. لكن قاضي الأمور المستعجلة في بعبدا الياس مخيبر أصدر قراراً في 17/12/2021 بردّ طلب نقابة محرّري الصحافة اللبنانية الرامي إلى منع "تجمّع نقابة الصحافة البديلة" من القيام بأي نشاط إعلامي. وقد رأت منظمات حقوقية أن طلب نقابة المحررين حينها مخالف للأعراف والمواثيق الدولية التي تكفل حرية الرأي والتجمع السلمي 
في ردّه للطلب، استند قاضي الأمور المستعجلة في بعبدا في قراره على العهود والمواثيق الدولية التي انضمّ إليها لبنان ومقدّمة الدستور اللبناني والمادة 13 منه التي أكّدت جميعها على ضرورة احترام الحريات العامة وحمايتها. وقد اعتبر مخيبر في هذا الصدد أنّ "الحق في حرية الرأي والتعبير يُشكّل إحدى الدعائم الجوهرية للمجتمع الديمقراطي، ويلعب دورًا مفصليًا في حماية حقوق المواطن وصيانة الديمقراطية وحكم القانون وتطور المجتمع وإصلاحه". وقد ربط مخيبر الحق بحرية التجمّع السلمي بالحقّ بحرية الرأي والتعبير معتبرًا الارتباط بينهما وثيقًا. كما استند إلى المادة 21 من العهد الدولي للحقوق المدنية والسياسية  التي تنص على أن "يكون الحق في التجمع السلمي معترفا به. ولا يجوز أن يوضع من القيود على ممارسة هذا الحق إلا تلك التي تفرض طبقا للقانون وتشكل تدابير ضرورية، في مجتمع ديمقراطي". 

## انتخابات الاتحاد
انتخب الاتحاد هيئته الإدارية الجديدة يوم السبت 12 تموز/يوليو 2025.

## مهام الاتحاد
عمل الاتحاد منذ تأسيسه على حماية الصحافيين والصحافيات وتأمين الدعم القانوني والاستشارات القانونية ورفع الدعاوى القضائية باسمهم عند الحاجة، إضافة إلى الدعم النفسي واللوجستي وتأمين التضامن النقابي والإعلامي الواسع لدى تعرّضهم للانتهاكات، فضلاً عن توفير التدريبات اللازمة.
كما يواجه الاتحاد الانتهاكات المختلفة بحق العاملين والعاملات في الإعلام في لبنان، ومنها: الطرد التعسفي، انتهاك الحقوق داخل مكان العمل، الاعتداءات المباشرة على الأرض ، الاستدعاءات غير القانونية، والتحرش في بيئة العمل أو إلكترونياً، وسواها.
يتعاون الاتحاد مع عدد من النقابات  والمنظمات المحليّة والدولية  من أجل تعزيز حرية العمل الصحافي في لبنان، ودعم حرية التعبير، ومساندة الصحافيين والصحافيات في عملهم اليومي.
وفقاً لنظامه الداخلي، فإن الاتحاد يهدف إلى حماية الصحافيين والصحافيات والعاملين والعاملات في مجال الإعلام في لبنان والدفاع عن حقوقهم من الانتهاكات والتجاوزات التي يتعرّضون لها، والتي تمسّ:
- حقهم في أجور ومستحقات لائقة وتؤمّن حياة كريمة.
- حقهم في الحماية من الصرف التعسّفي.
- حرية عملهم الإعلامي وحقهم في الوصول إلى المعلومات
- حقهم في الحماية من الاستدعاءت الأمنية والقضائية والتوقيفات المخالفة للقوانين.
- حقهم في الحماية من الاعتداءات الجسدية ومن الحملات الرقمية لتشويه السمعة.
- حقهم في بيئة عمل آمنة خالية من الضغطوت السياسية والتحرّش الجنسي.
- حقهم في حرّية العمل والنضال النقابي.

### مبادئ الاتحاد
يتبنّى الاتحاد نصّ الإعلان العالمي لأخلاقيات المهنة للصحافيين  الصادر في تاريخ 12 حزيران 2019 في تونس، ويعتبره بوصلة للعمل الصحافي المستقلّ والحرّ الذي يحترم حق الناس في الوصول إلى المعلومات المكرّس في المادة 19 من الإعلان العالمي لحقوق الانسان ، ولاسيّما مبادئ:
- احترام الحقيقة وحق الجمهور في الوصول إلى المعلومات واعتماد النزاهة في جمع هذه المعلومات ونشرها.
- الدفاع عن مبادئ الحرية وفي مقدّمتها حرية الرأي والتعبير وحرية الصحافة، ورفض أي تدخّل أو رقابة أو ضغط يقيّد الاستقلالية المهنية أو يحجب المعلومات عن الرأي العام.
- الامتناع عن نشر أو الترويج لأي مضمون يتضمن خطاب كراهية أو تحريضاً على العنف أو تمييزاً على أساس العرق، أو الطائفة، أو الدين، أو النوع الاجتماعي، أو التوجّه الجنسي، أو الرأي، أو أي شكل من أشكال التمييز.
- الامتناع عن فبركة الوقائع أو تحريف المعلومات أو استخدامها خارج سياقها بهدف التضليل، واحترام قواعد التحقق والدقة في نقل الأخبار.
- احترام خصوصية الأفراد وكرامتهم، بخاصّة الفئات الهشّة أو المهمّشة، والامتناع عن استخدام صور أو معلومات تنتهك حقوقهم أو تعرّضهم للخطر أو الوصم.
- حماية سرّية المصادر الصحافية والحفاظ على هويّاتهم، ورفض الكشف عنهم أو تعريضهم للخطر.

## References
1. ↑  https://x.com/IFJGlobal/status/1932513791889068351 نسخة محفوظة 2025-06-11 على موقع واي باك مشين.
2. ↑  ""إتحاد الصحافيين والصحافيات في لبنان" عضواً في الاتحاد الدولي".
3. ↑  "المظاهرات في لبنان: هل يمثل الحراك الشعبي "قبلة الحياة" للنقابات الغائبة؟". مؤرشف من الأصل في 2022-05-02. اطلع عليه بتاريخ 2025-08-20.
4. ↑  "تقييم قضية نقابة محرّري الصحافة اللبنانية ضد تجمع النقابة البديلة من منظور القانون الدولي". مؤرشف من الأصل في 2023-03-27. اطلع عليه بتاريخ 2025-08-20.
5. ↑  https://www.lp.gov.lb/backoffice/uploads/files/%D8%A7%D9%84%D8%AF%D8%B3%D8%AA%D9%88%D8%B1%20%D8%A7%D9%84%D9%84%D8%A8%D9%86%D8%A7%D9%86%D9%8A(1).pdf نسخة محفوظة 2025-04-05 على موقع واي باك مشين.
6. ↑  "العهد الدولي الخاص بالحقوق المدنية والسياسية". مؤرشف من الأصل في 2025-07-02. اطلع عليه بتاريخ 2025-08-20.
7. ↑  "Legal Agenda / قرار قضائي يلقّن نقابة المحررين درسا في حريّة التعبير: "نقابة الصحافة البديلة" مستمرّة". مؤرشف من الأصل في 2025-06-15.
8. ↑  "انتخاب هيئة إدارية جديدة". اطلع عليه بتاريخ 2025-08-20.
9. ↑  "الاتحاد نظّم تدريبات للصحافيين/ات والمنسقين/ات الميدانيين/ات". اطلع عليه بتاريخ 2025-08-20.
10. ↑  "بالصور - مؤتمر لتمجّع نقابة الصحافة البديلة بعد شهر على استشهاد عبدالله".
11. ↑  ""النقابة البديلة": انتخاب علوش نقيباً للمصورين خطوة تغييرية".
12. ↑  "الموقع الإخباري للكتائب اللبنانية - آخر الأخبار المحلية والعربية والدولية". مؤرشف من الأصل في 2025-06-13. اطلع عليه بتاريخ 2025-08-20.
13. ↑  "النظام الداخلي لاتحاد الصحافيين والصحافيات في لبنان". مؤرشف من الأصل في 2025-07-08.
14. ↑   http://web.archive.org/web/20250305101154/https://www.ifj-arabic.org/fileadmin/user_upload/IFJ_Declaration_of_Principles_on_the_Conduct_of_Journalists.pdf. مؤرشف من الأصل (PDF) في 2025-03-05. {{استشهاد ويب}}: الوسيط |title= غير موجود أو فارغ (مساعدة)
15. ↑  "الإعلان العالمي لحقوق الإنسان / الأمم المتحدة". مؤرشف من الأصل في 2025-05-28. اطلع عليه بتاريخ 2025-08-20.